# Бодровка (Смоленская область)
Бодровка — деревня в Рославльском районе Смоленской области России. Входит в состав Перенского сельского поселения. Население — 46 жителей (2007 год). 
Расположена в южной части области в 2 км к югу от Рославля, в 0,1 км западнее автодороги А141 Орёл — Витебск, на берегу реки Каменка. В 2 км восточнее деревни расположена железнодорожная станция Плетни на линии Рославль — Брянск. 

## История
В годы Великой Отечественной войны деревня была оккупирована гитлеровскими войсками в августе 1941 года, освобождена в сентябре 1943 года.